# Gregor Bucher
Gregor Bucher OSB (* 21. April 1935 in Grosswangen, Kanton Luzern als Theodor Bucher; † 14. September 2019 in  Engelberg, Kanton Obwalden) war ein schweizerischer Ordensgeistlicher und katholischer Theologe und Logiker. Als Autor wird er als Theodor G. Bucher geführt.

## Leben
Gregor Bucher, ältestes von sieben Kindern eines Gemeindeschreibers und Notars, studierte nach seiner Matura 1957 an der Stiftsschule Engelberg Philosophie und Musikwissenschaft an der Université catholique de Louvain und Universität zu Köln sowie Theologie und Philosophie sowie mathematische Grundlagenforschung an der Universität von Paris. An der Sorbonne in Paris wurde er zum Dr. phil. promoviert. Nach einem Jahr als wissenschaftlicher Assistent für mathematische Logik in Löwen trat er in den Benediktinerorden in Kloster Engelberg ein. Am 28. September 1968 legte er die Profess ab. Im selben Jahr empfing er die Priesterweihe. Er war zunächst Lehrer für Philosophie, Englisch und Russisch an der Stiftsschule Engelberg.
Er wurde 1973 Professor der Logik an der Theologischen Hochschule Chur und war deren Rektor von 1982 bis 1986 sowie Prorektor von 1986 bis 1992. 1993 wechselte er als Professor für Philosophie an die römische Ordenshochschule der Benediktiner, dem Päpstlichen Athenaeum Sant’Anselmo. Zudem war er dort Direktor der Bibliothek. 2005 wurde er emeritiert und kehrte in die Abtei Engelberg zurück, wo er als Organist und Seelsorger tätig war.
Sein Buch „Einführung in die angewandte Logik“ wurde ein Standardwerk in der Ausbildung.